# Albert II-dok

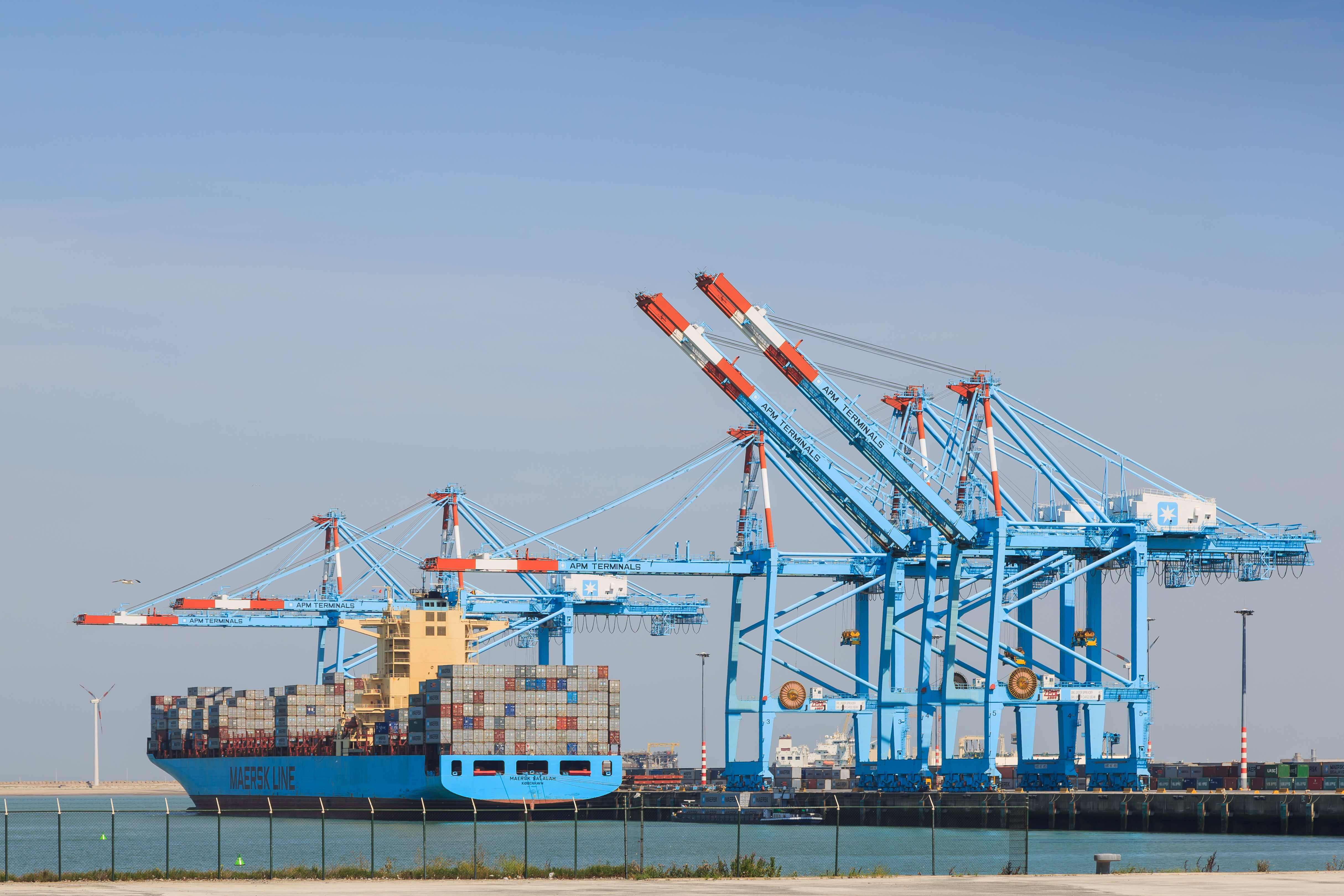
Containerkranen van APM-terminals aan het Albert II-dok

Het Albert II-dok is een dok in de (voor)haven van Zeebrugge. In dit dok, dat ongeveer 1,3 kilometer lang en 300 meter breed is, meren containerschepen met een grote diepgang aan. Aan de zuidzijde bevindt zich de APM containerterminal. De containerkranen op deze kade waren destijds de grootste ter wereld bij ingebruikname van de terminal.
De ingebruikname sleepte erg lang aan. Pas in 2004 kreeg APM-terminals een toelating om de zuidzijde te moderniseren en uit te baten. De noordzijde werd pas véél later in gebruik genomen.